# Mačkare mućkog kraja
Mačkare su lokalni naziv za pokladne običaje u mućkom kraju. Radi se tipu karnevala u kojem sudjeluju muškarci koji predstavljaju i muške i ženske likove.
Godišnji pokladni ophod mačkara mućkog kraja nalazi se na popisu zaštićenih kulturnih dobara Republike Hrvatske.

## Rasprostranjenost i podrijetlo
Ophodi vezani uz pokladne običaje, diljem Hrvatske, odvijaju se u predkorizmeno vrijeme. Na području Muća, mačkare se održavaju na točno određena tri dana, nedjelju, ponedjeljak i utorak prije Čiste srijede.
Dobro je poznato da karnevali, kakve danas poznajemo, vuku korijene u starorimskim svetkovinama i običajima, no iz današnje perspektive je jako teško odrediti iz kojeg vremena datira običaj mačkara u mućkom kraju. Možemo samo pretpostaviti da je „običaj star koliko i selo“.
Nekad su pokladni običaji bili rasprostranjeni na području cijele općine Muć. Svako selo je imalo svoje mačkare. Gizdavac, Neorić, Sutina, Muć Gornji, Muć Donji, Postinje Gornje i Donje, Ramljane, Bračević, Crivac, Pribude i Ogorje. Danas je taj broj znatno manji, mačkare se kontinuirano održavaju u Muću Donjem, Sutini, Neoriću i Gornjem Muću. Ključni faktor koji je utjecao na gašenje ovog običaja u navedenim mjestima je nedostatak mladog stanovništva što je posljedica ruralnog egzodusa koji je intenzivno započeo sedamdesetih i osamdesetih godina i nastavio se sve do danas. 

## Ophod

### Izgled povorke i uloge
Svaka mačkarska povorka u mućkom kraju ima gotovo iste elemente i tradicijom propisane uloge karakteristične za ovaj tip pokladnih običaja: vezira, babe i dide, svatove i đavle i ono što je specifičnost ovih mačkara, svaka povorka ima svoj barjak. Na čelu povorke nalazi se skupina baba i dida, za njima slijede svatovi s barjakom i vezir, a nakon njih dio povorke maskiranih u razne maske i kostime koji se u žargonu naziva đavli.
Babe i didi nalaze se na početku kolone. Babe, a naročito didovi zaduženi su za stvaranje buke i zvonjenje zvonima koja nose zavezana oko struka. To se može protumačiti magijski kao tjeranje zlih duhova i zime, ali današnjim sudionicima to prvenstveno predstavlja način stvaranja vesele atmosfere među sudionicima povorke i promatračima, pa se često nadmeću tko će imati više zvone i čija jače zvone.
Did (Slika 1.) oblači hlače, mutap ili sukanac kroz koji se provuče glava , suknene čarape, kapu, zvona, a može nositi i sa sobom lulu, kamiš i štap.  

Baba (Slika 2.) nosi šotanu i travešu, ječerimu, torbu, šudar (maramu) i oplićak. Sa sobom uvijek nosi i poneki rekvizit poput kudilje , vune i vretena, zvona, torbu i lug, uže i naramak drva.  
Sljedeća važna uloga u pokladnoj povorci je vezir (Slika 3.). Osoba koja održava red unutar cijele grupe i čije ime podrijetlo vuče izravno iz turskog jezika. On se obično nalazi pri početku povorke, najčešće i na suprotnoj strani od ostalih, kako bi mogao pratiti i 'imati na oku' sve mačkare. Vezir nosi bijele hlače, bijelu jaknu, crveni pojas i čarape, sablju i zviždaljku. Uz babu i dida ima najveću odgovornost i glavni zadatak mu je da održava autoritet i red unutar grupe. 
Svatove (Slika 4.) čine: diverovi, neviste i jenge. Mačkarski svatovi u potpunosti su preuzeti i precrtani elementi iz stvarnih svatovskih običaja. Kao i pravi svatovi i oni imaju svoj barjak i svoga barjaktara. Barjak je otesano, osušeno drvo jablana koje zna biti visoko i do deset metara. On je ponos mačkara i simbol pripadnost. Ukrašava se kićenicama koje djevojke darivaju momcima. Odjeća koju danas nose svatovi ja tradicionalna narodna nošnja mućkog kraja. 
Diverovi (Slika 5.) od pasa prema gore nose dijelove nošnje, a to su: pojas, košulja, krožet, kumparan, svileni šudari i kapa. Donji dio njihovog odijela, hlače i cipele, sačinjeni su od odjeće koju svakodnevno nose. Nekada su to bili opanci na nogama i suknene hlače no danas su to uglavnom jeans hlače i tenisice. Diverovi u današnjoj verziji također nose i svilene marame na leđima, obično tri.
Diver koji je zadužen za nošenje barjaka, i glavni među diverovima zove se barjaktar. To je uvijek jači i spretniji momak, snažan, da može nositi barjak. Nekad bi se ta čast dala momku koji se sljedeći ženi, ali danas je najbitnije da je dovoljno spretan i jak da nosi barjak s kićenicama, da može s njim igrati i skakati da ne izgubi ravnotežu, te da mu barjak slučajno ne bi pao, jer je to velika sramota.
Likovi nevista (Slika 6.) u mačkarama predstavljaju mlade udane žene, a nose: crvene čarape, šotanu, kotula, travešu, košulju, modri oplićak, korpet, jačermu i šudar. Jenga je u stvarnim svatovima bila većinom neudana sestra ili bliska rodica od mladoženje, koja je pratila mladu. Jenga (Slika7.) u mačkarama nosi odjeću neudanih žena, cursku robu: bijele čarape, šotanu, kotula, travešu, bili oplićak ili košulju, korpet, šudar i na ramena zakačene bijele krpe. Kako je u stvarnim svatovima nevjesta darivala djevera (muževa brata) sa svilenim šudarom, tako je jengu darivala bijelom vezenom maramom koja se zvala okruga, a nosile su je cure prilikom udaje.
Posljednji dio povorke čine maskirani ophodnici koje se danas u žargonu naziva đavli, a prije se više koristio naziv cigani. U prijašnjim vremenima i ove uloge su bile tradicijski propisane i već unaprijed određene, no današnje su maske su raznovrsnije i otvorenije individualnim preferencijama i odabirima. Inspiracija se pronalazi kako u aktualnim društvenim i političkom prilikama tako i u onima iz prošlih vremena. Maske su nadahnute likovima iz svijeta glazbe, filma, sporta. Novost u ovom segmentu definitivno je motorizirani dio povorke, bez kojeg su mačkare, barem one na kakve smo danas navikli, nezamislive. Do pojave motornih vozila u pokladnoj povorci dolazi krajem osamdesetih i početkom devedesetih godina. U početku je to bio samo pokoji traktor u službi pokladne maske, a u današnje vrijeme se u povorci redovito pojavljuje veći broj maskiranih vozila.

#### Redoslijed kretanja
Redoslijed obilaska pokladne povorke unaprijed je dobro poznat. Prvi dan ophoda, u nedjelju, mačkare su u svom selu. U ponedjeljak odlaze u Suvovu, Bidnić, Gornje Postinje. Na pokladni utorak se odlazi u Sutinu, Neorić i Gornji Muć. Ruta obilaska se tijekom godina mijenjala, a današnja ruta obilaska je ista otprilike već dvadesetak godina. Mjesto početka same povorke uvijek je u centru sela gdje se na kraju dana ponovno i završava obilazak. Mjesto na kojem sve počinje i završava ujedno je i simbol cikličkog poimanja vremena svojstvenog narodnoj kulturi. 

#### Način kretanja povorke
Prije nego mačkare dođu pred nečiju kuću didi i babe, koji se nalaze na početku kolone, provjeravaju koje kuće će primiti mačkare. Ovisno o tome jesu li domaćini pred kućom i očekuju li njihov dolazak ili su se pak odlučili da ih iz nekog razloga ne žele primiti, did i baba daju veziru znak hoće li ih ta obitelj primiti li neće.
Pretežno se u svom mjestu otprilike zna, poučeni prijašnjim iskustvima, u kojim kućama su mačkare dobrodošle, a u kojima nisu. U slučaju da je u nekoj obitelji nedavno netko umro, pogotovo ako je u pitanju mlađa osoba, onda se u tu kuću ne ide. I kada se prolazi pred tom kućom mačkare ne pjevaju i ne stvaraju buku, iz poštovanja prema preminuloj osobi i obitelji koja je u koroti, u znak saučešća.
U slučaju da je prošlo određeno vrijeme otkako je netko preminuo ili je riječ o starijem članu obitelji u današnje vrijeme ta kuća ipak primi mačkare, ali ih zamole da se pred kućom ne pjeva.
Premda je i prije i danas uvije bilo ljudi koji jednostavno nisu zainteresirani za ovaj običaj i nemaju potrebu ni želju da sačekaju i ugoste mačkare. Sudeći po broju kuća koje mačkare danas posjećuju takvih ljudi je tek nekoliko. 

#### Izvedba
U trenutku kada did i baba jave da je pred kućom domaćin koji dočekuje mačkare, vezir daje znak svatovima i đavlima da je kuća otvorena. Mačkare dolaze pred kuću pozdravljaju se s domaćinima i goste se s hranom i pićem. Pjesma i ples sastavni su elementi izvedbe i ponašanja mačkara pred kućom domaćina.
U mačkarama se uz modernu glazbu do danas zadržalo i pjevanje ojkavice, dvostihne pjesme u desetercu. Najčešće se radi o grupnom pjevanju u kojem sudjeluje od dvoje do petero izvođača. Ojkavica je karakterističan način pjevanja na područje Dalmatinske zagore, a riječ o specifičnom načinu pjevanja čija je melodija na granici između pjevanja i govora. Nekad se na selu ojkalo u svim prigodama, pjesma se nije mogla čuti jedino na sprovodima i u vrijeme korizme.
U trenutku kada povorka kreće u daljnji ophod vezir uzima sablju i zviždaljku. Zazviždi i govori: „Živija (Ime i Prezime) koje je naše društvo pošteno darova“. A ostali odgovaraju: „Živija, živija, živija, mnogo lita, sritan bija, bija, bija mnogo lita živija!“ Nakon toga se ponovno oglasi zviždaljka i mačkare u trku predvođene didovima i babama nastavljaju svoj put prema drugim domaćinima.

#### Darivanje mačkara
Pred svakom kućom mačkare dočeka hrana i piće. Naresci, fritule, kolači, sok, alkohol, ovisno o tome što koja domaćica pripremi. Uz to mačkarama se daje i novac. Sav novac koji se prikupi tokom tri dana obilaska namijenjen organizaciji večere i maskenbala na pokladni utorak.
Prije nego što se počeo skupljati novac mačkare su se darivale pretežno slaninom, jajima i vinom. Danas je uobičajeno da se pred kućom nalazi stol s hranom kojom domaćini časte ophodnike pokladne povorke.

#### Klanjanje barjaka
Zajednička karakteristika svim mačkarama na području Mućke općine je da nose barjak (Slika 8.) koji je ukrašen kićenicama, a izrađen je od stabla jablana. Razlog zbog kojeg se nosi barjak u pokladnim običajima povezuje i s pojavom barjaka u svadbenim običajima. Za izradu barjaka koristi se stablo jablana jer je ravan, lagan i da ga se obrađivati. 
Način na koji se barjak sjekao prije i danas ostao je uglavnom nepromijenjen. Nakon što se barjak usječe sa njega se guli kora, a zatim se na dno barjaka zabiju dvije ručka koje služe za nošenje barjaka, jedna je namijenjena za držanje rukama, a druga da se nasloni na rame, na vrh barjaka se stavi državna zastava. Pripremljeni barjak sprema se pod krov kuće da se suši do mačkara, kako bi ga bilo lakše nositi. Upravo iz razloga što je barjak velik i težak, a za vrijeme ophoda još i teži zbog mnoštva kićenica, barjaktar je treba biti snažniji i spretniji diver. Koliko god je za momka ponos da zna i može nositi barjak toliko je i sramota da mu barjak padne.
Barjak se, zbog svoje težine, najčešće nosi vodoravno na ramenima dvojice svatova, ali kada se dolazi do kuće u kojoj je cura koja iznosi kićenicu (Slika 9.) barjak se nosi u okomitom položaju, lokalno rečeno, nauzgor.
Jedna od posebnih prilika u kojoj se barjak isključivo nosi nauzgor je klanjanje barjaka (Slika 10.). U trenutku kada se susretnu povorke iz različitih sela, superiornost jedne grupe mačkara nad drugom iskazuje se snagom barjaktara i ljepotom i visinom barjaka. Prilikom samog susreta prvo se pozdrave babe i didi iz obiju skupina, obično udarajući lagano kudiljom o kudilju ili štapom od štap. Nakon toga barjaktari, noseći barjak uspravno, trčeći idu jedan prema drugom dok im ostali ophodnici pružaju potporu, nakon susreta jedna i drugi spuštaju barjake na tlo i u tom trenutku se mjeri čiji barjak je viši. Nakon toga barjaktari s barjacima igraju dok su ostali okupljeni oko njih, a po završetku zajedničke pjesme i plesa, mačkare se ponovno pozdravljaju i svaka povorka nastavlja svojim putem.

## Društveni aspekti mačkara

### Inicijacijska uloga
U suvremenim pokladnim običajima uz odrasle muškarce sudjeluju također i djeca. U principu i dječaci i djevojčice što nekada nije bila praska. Nekada su djeca su imala dječje mačkare koje su zapravo oponašale izgled povorke odraslih mačkara. Odrasloj povorci priključivali su se tek kada bi im to dozvolili prvo roditelji, a potom i uprava mačkara što je bila svojevrsna inicijacija.

### Uloga žena u mačkarama
Žene ne sudjeluje u pokladnoj povorci ali ipak imaju istaknutu ulogu unutar pokladnih običaja. Naime sudjelovanje momaka u mačkarama i njihovo iskazivanje snage nošenjem barjaka, pjevanje i ples, su sve načini na koji se mladići pokazuju djevojkama. U prošlosti su se u vrijeme poklada uvijek međusobno zagledali potencijalni mladići i djevojke za udaju. Uloga žene u tom smislu mnogo je izraženija bila u prošlim vremenima, kada su mačkare bile jedna od rijetkih prilika u kojima su mladići mogli prići djevojci, zaplesat s njom i porazgovarat.
U suvremenim pokladnim običajima, otprilike zadnjih petnaest godina, ponekad dolazi i do priključivanja pojedinih žena pokladnoj povorci. U prošlosti bi to bila sramota, a i zasigurno tada nitko iz obitelji ne bi ženi dozvolio da sudjeluje u ophodu. Iz ovog se jasno vidi utjecaj  patrijarhalnog društva i načina razmišljanja koji su posebno na području Dalmatinske zagore bili izraženi kao općeprihvaćena društvena norma i način života u kojem je žena uvijek imala podređen položaj u odnosu na ulogu i položaj koju su u društvu uživali muškarci.
Moment koji izravno povezuje žene sa sudjelovanjem u pokladnim običajima je izrada i darivanje kićenice. Kićenica je ukras koji se stavlja na barjak, a izrađuju ih djevojke i daruju mačkarama u trenutku kada mačkarska povorka dođe do djevojčine kuće. Kićenice se izrađuju na način da se na dvije međusobno povezane špage, nanižu suhi kolači, bomboni, orasi, suhe smokve, rogač, tjestenina. Ta dva niza sa povežu i na njih se na više mjesta stavljaju strukovi krep papira. U prošlosti su kićenice bile ponešto drugačije, uglavnom zbog različitih materijala koji su se mogli nabaviti za izradu kićenice.
Dogovor koja će djevojka izraditi kićenica nekad se odvijao se na silima (sijelima). Mladi momci koji su išli u mačkare bi odlazili kod djevojaka na silo i tako bi ispitivali koja je od djevojaka spremna i koja želi napraviti kićenicu. U današnje vrijeme uloga kićenice je dekorativna i cijeli kontekst oko izrade i darivanja je promijenjen pa se nerijetko desi da u procesu izrade kićenica sudjeluju i mladići koji sudjeluju u mačkarama.